# جان مک‌کلین
جان مک‌کلین (به انگلیسی: John McClane) شخصیتی خیالی و کاراکتر اصلی مجموعه فیلم‌های جان سخت می‌باشد.این نقش را بروس ویلیس ایفا می‌کند.